# Ericthonius rubricornis
Ericthonius rubricornis är en kräftdjursart som först beskrevs av William Stimpson 1853.  Ericthonius rubricornis ingår i släktet Ericthonius och familjen Ischyroceridae. Arten är reproducerande i Sverige. Inga underarter finns listade i Catalogue of Life.